# Łukasz Michalski

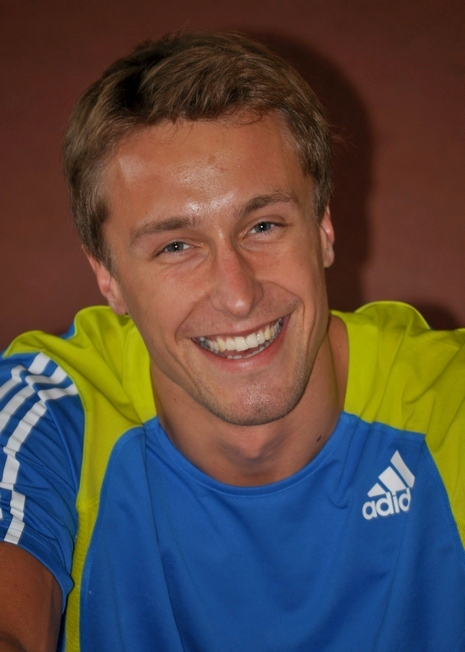
Łukasz Michalski

Łukasz Michalski, född 2 augusti 1988 i Bydgoszcz, är en polsk friidrottare (stavhoppare).
Vid Europamästerskapen i friidrott 2010 i Barcelona slutade Michalski på en sjunde plats i stavhoppet då han hoppade 5.65 meter. Hans personliga rekord utomhus är 5.80 meter, satt den 10 juli 2010 i Bielsko-Biała. Hans rekord inomhus är 5.70 meter.
Han arbetar som läkare i Torun